# Reggie Jackson (cestista 1990)
Reginald Shon Jackson, detto Reggie (Pordenone, 16 aprile 1990), è un cestista statunitense, professionista nella NBA.

## Caratteristiche tecniche
È un giocatore dalla grande velocità, eccellenti doti atletiche e un ottimo primo passo. Eclettico, è in grado di giocare sia da guardia che da playmaker, anche se le sue caratteristiche farebbero propendere maggiormente per il primo ruolo. È inoltre dotato di buona struttura fisica, con un'apertura di braccia molto ampia se messa in rapporto con la sua altezza (+9 Ape Index), ma è anche un difensore di ottimo livello.

## Carriera

### Giovanili
Nato a Pordenone in Italia (il padre era militare alla base di Aviano), Jackson si trasferisce dopo poco tempo negli USA a Colorado Springs. Dopo aver terminato le High School in Colorado, si trasferisce al Boston College dove si mette in mostra come cestista.

### NBA
Viene scelto al Draft NBA 2011 come ventiquattresima scelta degli Oklahoma City Thunder. La prima stagione si conclude con una media di soli 3,1 punti ed 1,6 assist in 11,1 minuti per partita in 45 gare giocate; ha disputato inoltre alcune gare in D-League. Nonostante la squadra arrivi ai play-off, Reggie non gioca neanche una partita; in questa post-season i Thunder, guidati da Kevin Durant (miglior realizzatore), Russell Westbrook e James Harden (miglior sesto uomo) arriveranno alle Finals, perdendo contro i Miami Heat in 5 gare. Il 12 aprile 2012 aveva messo a referto il suo career-high di punti e minuti giocati, mettendo a referto 17 punti (7-12 dal campo), 4 rimbalzi e 2 assist in 28 minuti giocati contro i Portland Trail Blazers. Aggiorna il suo massimo in carriera 5 giorni dopo, il 17 aprile contro i Milwaukee Bucks, mettendo a referto 23 punti (8-18 dal campo), 6 rimbalzi e 5 assist in 36 minuti. Il 26 aprile 2014 contro i Memphis Grizzlies mette a referto 32 punti (11-16 da campo), 9 rimbalzi e 1 assist in 37 minuti conducendo la i Thunder alla vittoria.
Il 19 febbraio 2015 viene ceduto ai Detroit Pistons in cambio di Kyle Singler.
L'8 novembre 2015 contro i Portland Trail Blazers mette a referto 40 punti con 5 assist e 5 rimbalzi (tirando 15/26 dal campo e 3/3 da tre punti) aggiornando così il suo career-high di punti.

## Statistiche
| † | Denota una stagione in cui ha vinto il titolo |

### NCAA
| Anno      | Squadra          | PG | PT | MP   | TC%  | 3P%  | TL%  | RP  | AP  | PRP | SP  | PP   |
| --------- | ---------------- | -- | -- | ---- | ---- | ---- | ---- | --- | --- | --- | --- | ---- |
| 2008-2009 | Boston C. Eagles | 34 | 0  | 20,0 | 44,0 | 27,3 | 68,5 | 3,3 | 1,7 | 0,8 | 0,4 | 7,0  |
| 2009-2010 | Boston C. Eagles | 31 | 20 | 30,1 | 43,0 | 29,1 | 73,3 | 5,7 | 4,5 | 0,6 | 0,5 | 12,9 |
| 2010-2011 | Boston C. Eagles | 34 | 32 | 34,1 | 50,3 | 42,0 | 79,6 | 4,3 | 4,5 | 1,1 | 0,5 | 18,2 |
| Carriera  | Carriera         | 99 | 52 | 28,0 | 46,5 | 35,1 | 75,3 | 4,4 | 3,5 | 0,8 | 0,5 | 12,7 |

#### Massimi in carriera
- Massimo di punti: 31 vs Maryland-College Park (12 febbraio 2011)[3]
- Massimo di rimbalzi: 12 vs Providence (28 novembre 2009)
- Massimo di assist: 11 vs Virginia Tech (24 febbraio 2010)
- Massimo di palle rubate: 4 vs Virginia (12 marzo 2009)
- Massimo di stoppate: 4 vs South Carolina (30 dicembre 2009)
- Massimo di minuti giocati: 39 (3 volte)

### NBA

#### Regular Season
| Anno       | Squadra            | PG  | PT  | MP   | TC%  | 3P%  | TL%  | RP  | AP  | PRP | SP  | PP   |
| ---------- | ------------------ | --- | --- | ---- | ---- | ---- | ---- | --- | --- | --- | --- | ---- |
| 2011-2012  | Oklahoma Thunder   | 45  | 0   | 11,1 | 32,1 | 21,0 | 86,2 | 1,2 | 1,6 | 0,6 | 0,0 | 3,1  |
| 2012-2013  | Oklahoma Thunder   | 70  | 0   | 14,2 | 45,8 | 23,1 | 83,9 | 2,4 | 1,7 | 0,4 | 0,2 | 5,3  |
| 2013-2014  | Oklahoma Thunder   | 80  | 36  | 28,5 | 44,0 | 33,9 | 89,3 | 3,9 | 4,1 | 1,1 | 0,1 | 13,1 |
| 2014-2015  | Oklahoma Thunder   | 50  | 13  | 28,0 | 43,2 | 27,8 | 86,1 | 4,0 | 4,3 | 0,8 | 0,1 | 12,8 |
| 2014-2015  | Detroit Pistons    | 27  | 27  | 32,2 | 43,6 | 33,7 | 79,6 | 4,7 | 9,2 | 0,8 | 0,1 | 17,6 |
| 2015-2016  | Detroit Pistons    | 79  | 79  | 30,7 | 43,4 | 35,3 | 86,4 | 3,2 | 6,2 | 0,7 | 0,1 | 18,8 |
| 2016-2017  | Detroit Pistons    | 52  | 50  | 27,4 | 42,0 | 35,9 | 86,8 | 2,2 | 5,2 | 0,7 | 0,1 | 14,5 |
| 2017-2018  | Detroit Pistons    | 45  | 45  | 26,7 | 42,6 | 30,8 | 83,6 | 2,8 | 5,3 | 0,6 | 0,1 | 14,6 |
| 2018-2019  | Detroit Pistons    | 82  | 82  | 27,9 | 42,1 | 36,9 | 86,4 | 2,6 | 4,2 | 0,7 | 0,1 | 15,4 |
| 2019-2020  | Detroit Pistons    | 14  | 10  | 27,2 | 38,4 | 37,8 | 78,8 | 2,9 | 5,1 | 0,7 | 0,1 | 14,9 |
| 2019-2020  | L.A. Clippers      | 17  | 6   | 21,3 | 45,3 | 41,3 | 90,5 | 3,0 | 3,2 | 0,3 | 0,2 | 9,5  |
| 2020-2021  | L.A. Clippers      | 67  | 43  | 23,0 | 45,0 | 43,3 | 81,7 | 2,9 | 3,1 | 0,6 | 0,1 | 10,7 |
| 2021-2022  | L.A. Clippers      | 75  | 75  | 31,2 | 39,2 | 32,6 | 84,7 | 3,6 | 4,8 | 0,7 | 0,2 | 16,8 |
| 2022-2023† | L.A. Clippers      | 52  | 38  | 25,7 | 41,8 | 35,0 | 92,4 | 2,2 | 3,5 | 0,7 | 0,1 | 10,9 |
| 2022-2023† | Denver Nuggets     | 16  | 2   | 19,9 | 38,3 | 27,9 | 83,3 | 1,8 | 3,1 | 0,6 | 0,1 | 7,9  |
| 2023-2024  | Denver Nuggets     | 82  | 23  | 22,2 | 43,1 | 35,9 | 80,6 | 1,9 | 3,8 | 0,5 | 0,2 | 10,2 |
| 2024-2025  | Philadelphia 76ers | 31  | 1   | 12,4 | 39,1 | 33,8 | 77,8 | 1,4 | 1,5 | 0,5 | 0,1 | 4,4  |
| Carriera   | Carriera           | 884 | 530 | 24,7 | 42,3 | 34,5 | 85,4 | 2,8 | 4,1 | 0,7 | 0,1 | 12,3 |

#### Play-off
| Anno     | Squadra          | PG | PT | MP   | TC%  | 3P%  | TL%  | RP  | AP  | PRP | SP  | PP   |
| -------- | ---------------- | -- | -- | ---- | ---- | ---- | ---- | --- | --- | --- | --- | ---- |
| 2013     | Oklahoma Thunder | 11 | 9  | 33,5 | 47,9 | 30,2 | 89,7 | 4,9 | 3,6 | 0,5 | 0,5 | 13,9 |
| 2014     | Oklahoma Thunder | 19 | 4  | 27,9 | 46,6 | 39,6 | 88,6 | 3,8 | 2,4 | 0,3 | 0,2 | 11,1 |
| 2016     | Detroit Pistons  | 4  | 4  | 36,8 | 45,5 | 16,7 | 100  | 3,3 | 9,3 | 1,5 | 0,5 | 14,3 |
| 2019     | Detroit Pistons  | 4  | 4  | 27,0 | 43,1 | 42,9 | 85,7 | 3,3 | 7,0 | 0,8 | 0,0 | 17,8 |
| 2020     | L.A. Clippers    | 12 | 1  | 14,2 | 43,8 | 53,1 | -    | 1,8 | 0,9 | 0,2 | 0,1 | 4,9  |
| 2021     | L.A. Clippers    | 19 | 17 | 32,7 | 48,4 | 40,8 | 87,8 | 3,2 | 3,4 | 0,9 | 0,2 | 17,8 |
| 2023†    | Denver Nuggets   | 6  | 0  | 3,0  | 50,0 | 50,0 | -    | 0,3 | 0,3 | 0,2 | 0,0 | 0,5  |
| 2024     | Denver Nuggets   | 12 | 0  | 9,8  | 33,3 | 34,8 | 100  | 1,3 | 1,0 | 0,2 | 0,1 | 3,5  |
| Carriera | Carriera         | 87 | 39 | 23,9 | 46,0 | 38,9 | 89,0 | 2,9 | 2,8 | 0,5 | 0,2 | 10,7 |

#### Massimi in carriera
- Massimo di punti: 40 vs Portland Trail Blazers (8 novembre 2015)[4]
- Massimo di rimbalzi: 12 vs Toronto Raptors (21 marzo 2014)
- Massimo di assist: 20 vs Memphis Grizzlies (17 marzo 2015)
- Massimo di palle rubate: 6 vs Houston Rockets (16 gennaio 2014)
- Massimo di stoppate: 2 (7 volte)
- Massimo di minuti giocati: 50 vs Chicago Bulls (18 dicembre 2015)

### G League
| Anno      | Squadra     | PG | PT | MP   | TC%  | 3P%  | TL%  | RP  | AP  | PRP | SP  | PP   |
| --------- | ----------- | -- | -- | ---- | ---- | ---- | ---- | --- | --- | --- | --- | ---- |
| 2011-2012 | Tulsa 66ers | 1  | 1  | 40,8 | 37,0 | 0,0  | 66,7 | 7,0 | 8,0 | 0,0 | 0,0 | 22,0 |
| 2012-2013 | Tulsa 66ers | 3  | 3  | 38,0 | 60,0 | 35,7 | 100  | 7,3 | 8,3 | 0,3 | 0,0 | 28,0 |
| Carriera  | Carriera    | 4  | 4  | 38,8 | 52,4 | 26,3 | 93,8 | 7,3 | 8,3 | 0,3 | 0,0 | 26,5 |

## Palmarès
- Campionato NBA: 1

Denver Nuggets: 2023